# Seznam norských fotografů
Toto je abecedně řazený seznam norských fotografů:

## A
- Rolf Aamot (*1934)[1]
- Ole John Aandal[2]
- Marte Aas (*1966)[3]
- Dag Alveng (*1953)[4]
- Bjørn Falch Andersen (*1942)[5]
- Signe Marie Andersenová (*1968)[6]

## B
- Inger Barthová (1858–1952)[7]
- Jim Bengston (*1942)[8]
- Per Berntsen (*1953)[9]
- Høgrann Bjørn (1934–1999)
- Marianne Blankenberg (*1958)
- Thomas Blehr (1875–1949)
- Ole Martin Lund Bo
- Victor Boullet (*1969)
- Karen Bratli
- A. Brown (snímky kolem 1890)[10]
- Johan Brun (1922–2021)
- Brødrene Brunskow (1862–1906)[11]
- Knut Bry (*1946)
- Lars Bry (1904–1988)
- Ole Brye
- Karoly Buday

## C
- Lill-Ann Chepstow-Lusty
- Robert Collett (1842–1913) [12]

## D
- Guri Dahl [13]

## E

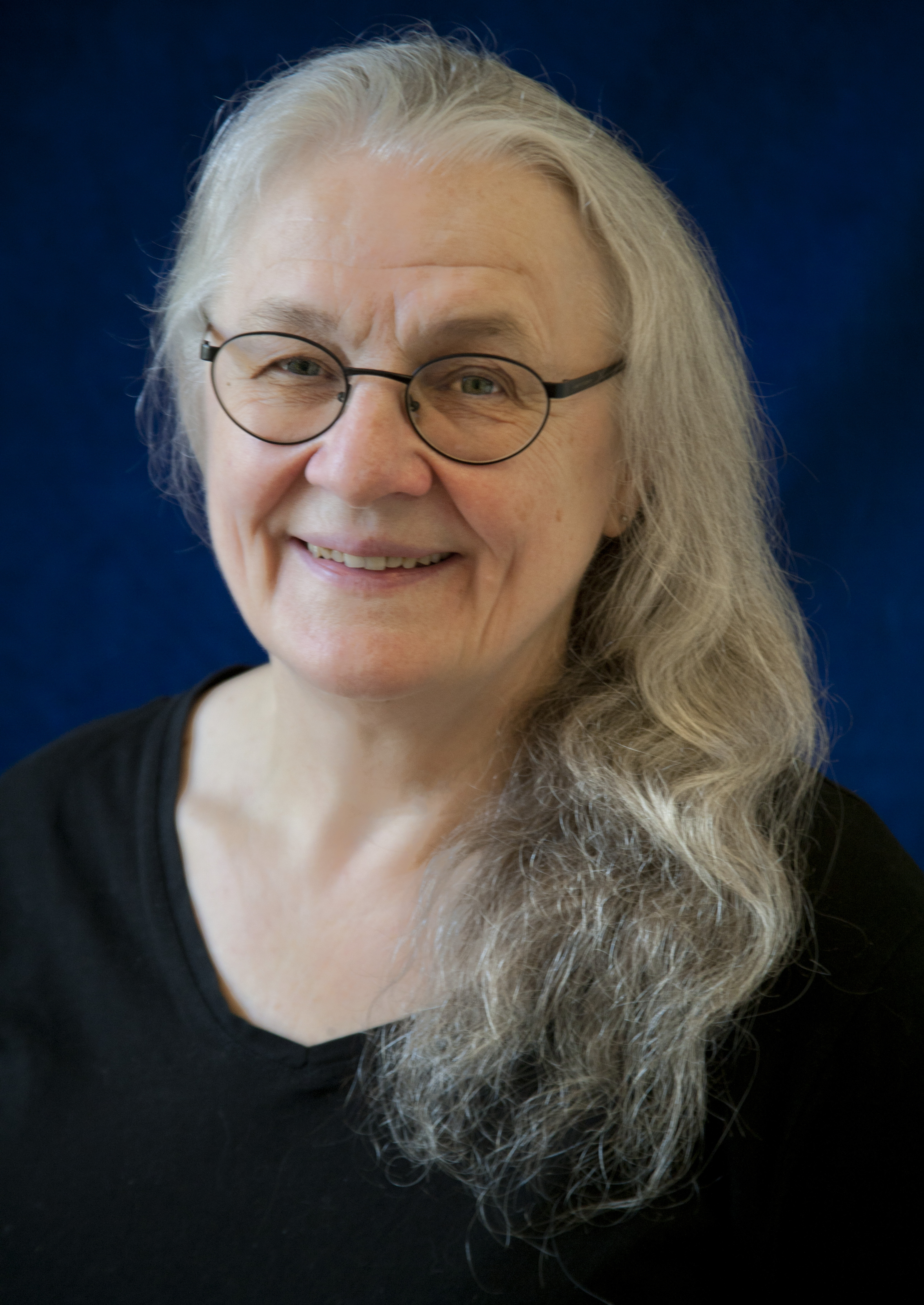
Ann Christine Eek

- Alf Edgar[14]
- Ann Christine Eek
- Waldemar Eide (1886–1963)[14]
- Marius Engh
- Knut Evensen

## F
- Matias Faldbakken
- Claus-Peter Fischer

## G
- Leif Gabrielsen (*1942)
- Solveig Greve
- Amund Larsen Gulden (1823–1901) [15]

## H
- Stanley Haaland
- Jorunn Irene Hanstvedt
- Morten Haug
- Jens Hauge
- Jiří Havran
- Petter Hegre (*1969)
- Jürgen Heinmann
- Heini Holtta
- Katja Host

## J
- Hans Johnsrud

## K

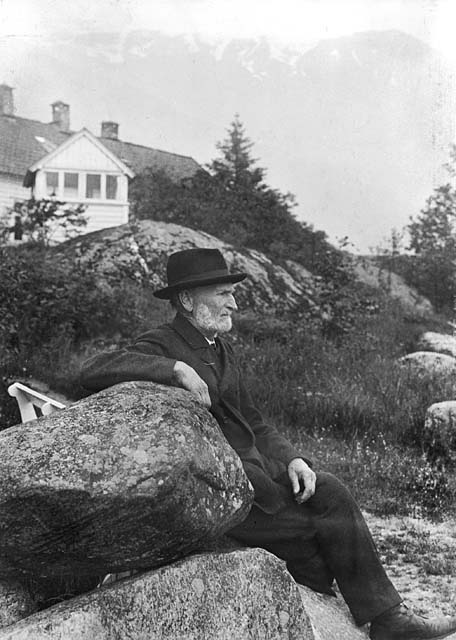
Knud Knudsen

- Børge Kalvig
- Kåre Kivijärvi(1938–1991)[16]
- Halvard Kjærvik
- Øistein Klakegg
- Claus Peter Knudsen (1826–1896)[17]
- Knud Knudsen (1832–1915)
- Dimitrij Koloboff
- Sten Kracht[18]
- Arild Krist
- Morten Krogvold (*1950)[19]
- Hans Krum (1818–1882)
- Lyder Kvantoland (1893–1972)[20]

## L
- Helene Levand
- Henny Lie (*1945)[21]
- Alex Theodor Lindahl (1841–1906)[22]
- Morten Løberg
- F. F. Lorenzen (1826–1902) [23]

## M

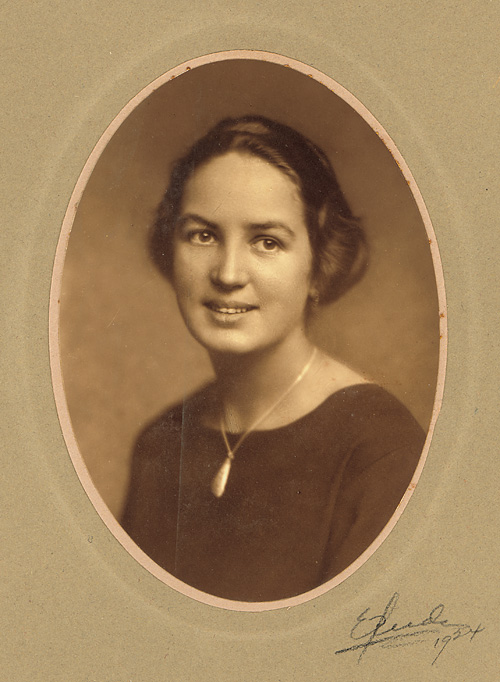
Elisabeth Meyer (1899–1968)

- Per Maning
- Tom Martinsen
- Mikkel McAlinden (*1963)[24]
- Elisabeth Meyer (1899–1968)
- Robert Meyer (*1945)[25]
- Thera Mjaaland[26]
- Eline Mugaas
- Edvard Munch (*1863) [27]

## N
- Carl Nesjar
- Anja Niemi
- Dag Nordbrenden

## Ø
- Ivar Øiesvold

## O
- Ørjan Mikael Olsen (1885–1972) [28]

## R

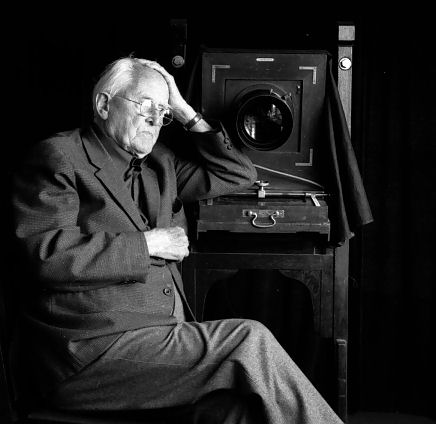
Aage Remfeldt (1889–1983)

- Aage Remfeldt (1889–1983)[29]
- Robert A. Robertsen
- Torbjørn Rødland
- Eivind Røhne (*1968)

## S
- Tom Sandberg (1953-2014)[30]
- Johan Sandborg
- Marcus Selmer (1819–1900)[31]
- Fin Serck-Hanssen[32]
- Stian Schioldborg (*1963)
- Herdis Maria Siegert (1955–2012)
- Birgitte Sigmundstad
- Gunnar Høst Sjøwall (1936–2013)[33]
- Gunnar Theodor Sjøwall
- Marthinius Skøien (1849–1916)[34]
- Anette Sletnes
- Arnt Sneve
- Siggen Stinessen
- Camilla Sune

## T
- Vibeke Tandberg
- Dag Thorenfeldt
- Anne-Grethe Thoresen
- Per Adolf Thorén (1830–1909) [35]
- Rasmus Pedersen Thu
- Kjell Tollefsen
- Jorn Tomter (*1975)
- Morten Torgersrud
- Mette Tronvoll
- Espen Tveit

## W

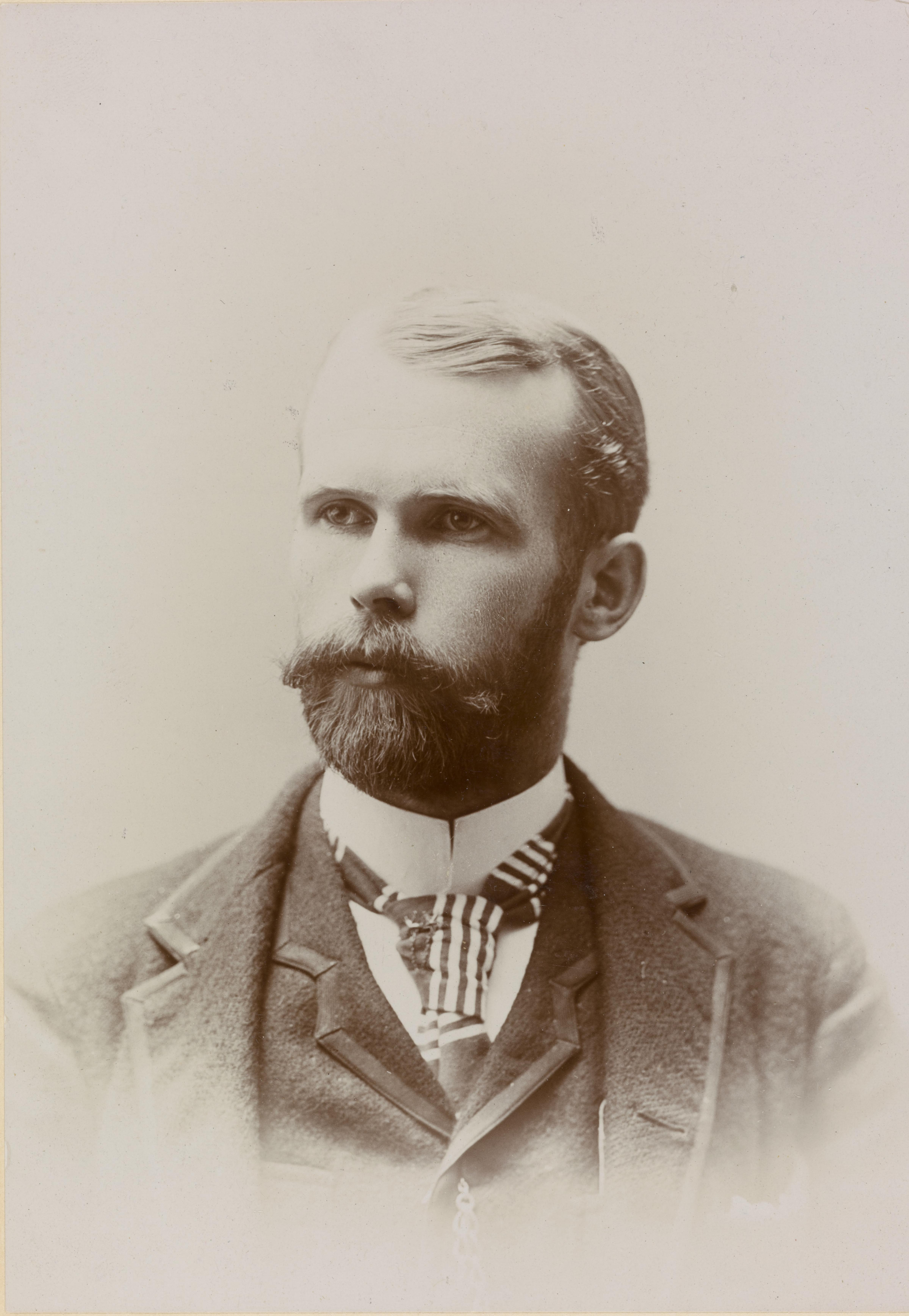
Anders Beer Wilse (1865–1949)

- Arne Walderhaug[36]
- Anders Beer Wilse (1865–1949)[37]
- Bjørn Winsnes
- Hans Thøger Winther (1786–1851)[38]

## Y
- Dan Young